# 升昌镇
升昌镇，是中华人民共和国黑龙江省双鸭山市集贤县下辖的一个乡镇级行政单位。

## 行政区划
升昌镇下辖以下地区：
永昌社区、永胜村、五星村、保丰村、华山村、德兴村、治安村、三方村、大兴村、友好村、爱林村、丰林村、东方红村、太升村、太昌村和永华村。